# Ženklava
Ženklava település Csehországban, Nový Jičín-i járásban. Ženklava Lichnov, Štramberk, Veřovice, Životice u Nového Jičína és Rybí településekkel határos. Lakosainak száma 1183 fő (2024. január 1.).

## Népesség
A település lakosságának változását az alábbi diagram mutatja:
| Lakosok száma | 845  | 911  | 1100 | 1059 | 898  | 972  | 1084 | 1102 | 1058 | 1183 |
|               | 1869 | 1900 | 1921 | 1961 | 1980 | 2011 | 2016 | 2019 | 2021 | 2024 |